# Cathédrale Sainte-Marie de Perth
Cette  cathédrale n’est pas la seule cathédrale Sainte-Marie.
La cathédrale Sainte Marie (en anglais : St Mary’s Catherdral) est la principale église catholique de la ville de Perth, en Australie-Occidentale. De son nom complet « cathédrale de l'Immaculée-Conception-de-la-Bienheureuse-Vierge-Marie », cet édifice est situé au sommet d'une colline à l'est de Perth, au centre de la place Victoria. 
La cathédrale a été construite en trois phases principales, dont la première s'est achevée en 1865. Des plans ont été élaborés pour son remplacement dans les années 1920 par un plus grand édifice gothique perpendiculaire au premier. Mais cette construction a été interrompue par la Grande Dépression, laissant la cathédrale avec un nouveau transept et un nouveau chœur, tout en conservant la nef de la cathédrale d'origine. 
Après 70 années sans travaux, et des parties de la cathédrale nécessitant des réparations importantes, des fonds ont finalement été recueillis à la fin des années 1990 et 2000 pour l'achèvement de l'extension. De nouveaux plans ont été conçus pour ajouter une deuxième flèche et un centre paroissial souterrain. La cathédrale a fermé pour travaux en 2006, et a pu rouvrir à Noël 2009. 